# Magic Sam
Samuel James Maghett dit Magic Sam, né le 14 février 1937 à Grenada, dans l'État du Mississippi, et mort le 1er décembre 1969, est un guitariste et chanteur de blues américain. Il est souvent considéré comme l'un des créateurs du style de blues « West Side », aux sonorités rudes, issu du West Side de Chicago.

## Biographie

### Enfance
Samuel Maghett naît à la Saint-Valentin 1937. Sa mère Hetha Anna, qui souffre du diabète et de la pellagre meurt alors que lui et son frère James sont encore enfants. Les deux enfants sont donc élevés principalement par leur arrière-grand-mère, Lou Anna Knox, jusqu'à leur départ pour Chicago en 1950.
Le père de Sam et James, Jessie "Futell" Maghett, fait travailler ses fils à la ferme Henderson, à quelques kilomètres de Grenada, mais Sam ne se montre guère habile aux travaux des champs. Fasciné depuis toujours par le blues, il s'essaye à la diddley bow, guitare de fortune constituée d'un morceau de fil de fer accroché à un mur sur lequel on fait glisser un goulot de bouteille selon la technique du bottleneck.
Leur père et leur belle-mère se montrant parfois violents envers les deux enfants, leur tante Lilly P. Brought fait venir Sam et son frère à Chicago en 1950. Après l'école, Sam se met sérieusement à jouer du blues, encouragé par son voisin le bluesman Syl Johnson, dont le frère, Mack Thompson, restera le bassiste de Sam durant toute sa carrière.
Harmonica, piano, batterie, basse et surtout guitare, la musique occupe l'essentiel du temps et des pensées de l'adolescent. Ses premiers concerts lui valent de nombreuses conquêtes féminines, ce qui le confirme dans la voie qu'il a choisie.

### Carrière musicale
Devenu Magic Sam, le jeune homme commence en 1957 à enregistrer des 45 tours pour Cobra Records, dont All Your Love, qui remporte un succès local. Ce morceau est souvent considéré comme l'acte de naissance du blues « west side ».
Très amical, bon vivant et décontracté, Sam n'en est pas moins confronté aux difficultés de la vie de musicien de blues, et de tout ce qu'elle implique à l'époque en matière notamment de consommation de tabac et d'alcool. Plus grave, en 1959, alors que sa carrière semble en train de décoller, Magic Sam est appelé à faire son service militaire. Décidé à y échapper, il déserte, ce qui lui vaut six mois de prison. Il revient traumatisé par cette expérience. Sam parvient néanmoins à redevenir une figure importante des nights-clubs de Chicago, malgré des démêlés avec le syndicat local des musiciens et des problèmes de management. Pour autant, aucun de ses enregistrements ne parvient à une renommée nationale, et les opportunités discographiques se font rares.
En 1960, à la suite de la faillite de Cobra Records, Magic Sam signe sur le label Chief, pour qui il enregistre notamment sa version de Every Night About This Time, de Fats Domino. Le single remporte un certain succès, ce qui reste l'exception.
Le milieu des années 1960 voit la carrière de Magic Sam repartir, grâce au renouveau du blues à la suite du British Blues Boom et au regain d'intérêt du public blanc. Il enregistre notamment Out of Bad Luck pour Crash Records, avant de signer avec Delmark Records pour That's Why I'm Crying. Il enregistre en 1967 pour Delmark son premier album, West Side Soul, qui contient notamment une version du Sweet Home Chicago de Robert Johnson (1936). Il part ensuite en tournée pour soutenir l'album, malgré une blessure par balle à la jambe quelques jours avant le départ.
Après une tournée aux États-Unis et en Europe, Magic Sam enregistre en 1969 son second album, Black Magic, qui doit lui permettre de percer au niveau international. Tournées, bonnes ventes de disques et cachets en augmentation, tout semble alors sourire au guitariste. Mais sa santé, qui n'a jamais été très bonne, se dégrade brutalement. Alors qu'il tourne en première partie de l'harmoniciste Charlie Musselwhite, Magic Sam doit être hospitalisé pour ce qu'on croit d'abord être une bronchite, mais qui se révèle en réalité une crise cardiaque.
Sorti de l'hôpital, Magic Sam semble rétabli, tournant en Europe et en Californie, et il est question qu'il signe avec le célèbre label Stax. Mais il meurt d'une nouvelle crise cardiaque le 1er décembre 1969 au matin. Sa tante Lilly aura survécu à tous les enfants qu'elle a élevés.

## Discographie[8]

### Albums studio
- 1967 : West Side Soul (Delmark)
- 1969 : Black Magic (Delmark)

### Albums en publicposthumes
- 1967 : Chicago Folk Festival (feat Shakey Jake)
- 1968 : Give Me Time (Home Recording) (Delmark)
- 1969 : Mandrake's Oakland (bootlegs)
- 1969 : American Folk Blues Festival 1969 (Hip-o Records)
- 1982 : Live at Ann Harbor and in Chicago (Delmark)
- 1992 : Magic Touch - Live (Black Top)
- 1995 : The Late Great Magic Sam (1963-1964) (Evidence)
- 2002 : Rockin' Wild in Chicago (Delmark)
- 2009 : Snakebite 1 (Cobra Records)

### Singles
Cobra
- Cobra 5013 : Love Me With A Feeling (Maghett) / All Your Love (uk) (Maghett)
- Cobra 5021 : Everything Gonna Be Alright (Dixon) / Look Whatcha Done (Maghett)
- Cobra 5025 : All Night Long (Dixon) / All My Whole Life (Dixon)
- Cobra 5029 : Easy Baby (Dixon) / 21 Days in Jail (Dixon & Weaver)

Chief
- C-7013 : Mr. Charlie (London) / My Love Is Your Love (Maghett)
- C-7017 : Square Dance Rock Part 1 (Maghett — Atkins) / Square Dance Rock Part 2 (Maghett — Atkins)
- C-7026 : Every Night About This Time (Fats Domino) / Do The Camel Walk (Maghett — London)
- C-7033 : Blue Light Boogie (Robinson — Jordan) / You Don't Have To Work (Maghett)

Columbia
- CBS 1444 : Hi Heel Sneakers (Robert Higgenbotham) / All Your Love (Magic Sam)

Crash
- Crash 425 : Out of Bad Luck (A. Benson — S. Maghett) / She Belongs to Me (A. Benson — S. Maghett)

Note : le même 45 tours paraît sous le label The Blues (302).
Bright Star
- Bright Star 11-1037 : I’ll Pay You Back (B. Rush) / Sam’s Funck (B. Rush)

Note : le même 45 tours paraît sous le label Minit Records (en) (32070).